# Dorchester (Nuovo Brunswick)
Dorchester è un villaggio del Canada, situato nella provincia del Nuovo Brunswick.
La città della contea della contea, Dorchester, ha diverse belle dimore storiche ed edifici civici, la maggior parte dei quali sono stati costruiti dall'avvocato locale e capomastro John Francis Teed. Durante il 19º secolo, Dorchester e la vicina Dorchester Island erano importanti centri di costruzione navale. Numerosi maestri marinai vissero anche a Dorchester e dintorni durante l'età d'oro della vela. Prima del servizio ferroviario, era un centro per la diligenza, nonché un trafficato porto navale. La comunità fu trasformata con la costruzione nel 1872 della Ferrovia Intercoloniale tra Halifax e Rivière-du-Loup. Nel 1911, il villaggio fondò la Dorchester Light and Fire Company, che ora è conosciuta come Dorchester Volunteer Fire Department. Nel 1965, il tribunale del villaggio fu distrutto da un incendio doloso. Molti nella comunità sono venuti nella piazza del paese per vedere l'edificio bruciare. L'unica cosa rimasta del tribunale era la cassaforte. Ora è utilizzato nel municipio dove un tempo sorgeva il tribunale. Il palazzo di giustizia non è mai stato ricostruito e gran parte dell'economia dietro di esso ha lasciato la comunità.
Dorchester era la casa di Edward Barron Chandler, un padre della confederazione e della sua famiglia che costruirono la loro casa, Chandler House, comunemente chiamata Rocklynn, che ora è una proprietà storica riconosciuta a livello nazionale.
Il governo del premier Louis Robichaud negli anni '60 ha creato un parco industriale e un molo di carico in acque profonde nella vicina Dorchester Cape come parte di un programma di sviluppo economico regionale. Previsto per essere utilizzato dall'industria petrolchimica, il governo ha costruito una nuova strada e uno sperone ferroviario insieme a una sottostazione elettrica e al molo, nonché un edificio che doveva essere utilizzato come impianto di fertilizzanti. Il parco industriale non aveva inquilini e il molo situato nel fiume Memramcook è stato rapidamente insabbiato dal fango delle maree della baia di Fundy. Oggi tutto ciò che resta sono le strade e la rotaia, nonché alcuni lampioni rotti, un muro del mare in deterioramento e il guscio vuoto dell'impianto di fertilizzante abbandonato.
Nel 1998 fu chiusa anche la prigione di Dorchester. Attualmente è una palestra fitness e un bed and breakfast.